# Стремоухов Володимир Георгійович
Володимир Георгійович Стремоухов (нар. 7 квітня 1936, Кам'янобрідський район, Луганськ) — український баскетболіст, багаторазовий чемпіон України, призер чемпіонатів СРСР, Спартакіади народів СРСР (1963р.), дворазовий чемпіон Всесвітніх Універсіад (1959, 1961 рр.), прізвисько "Стрем".
Школу баскетболу Володя проходив у луганській ДЮСШ Кам'янобродського району у тренера Михайла Цимбаренка. 
Спортивна кар'єра почалася у 1954 році в складі збірної України на юнацькій першості СРСР, яка взяла там перше місце. За словами членів тої команди, нікому невідомий юнак з Луганська зробий справжній фурор своєю результативною грою.  Саме в тому році Стремоухов поступав на електротехнічний факультет КПІ, за команду якого грав до закінчення інституту.  У 1957 році як перший  або другий  український баскетболіст був запрошений у збірну СРСР для участі в Універсіаді.  По закінченні навчання грав за київський "Будівельник", але часм за СКІФ. 
Володимир Стремоухов був першим радянським баскетболістом, який освоїв так званий кидок у стрибку «а-ля Стрем». Отримавши м'яч від партнера або миттєво зупинившись після дриблінгу в будь-якій точці, розташованій не далі ніж за шість-сім метрів від щита, Стремоухов несподівано і різко стрибав вгору і трохи назад і, перебуваючи в повітрі, направляв м'яч у кошик. Гра була й ефектна (глядачам, звичайно ж, подобався такий витончений кидок) і ефективна. Коли Стремоуховим почав регулярно застосовувати цей кидокоприлюднено цей кидок, його щільно опікували, навіть набагато вищі за нього, але це мало допомагало. Про себе спортсмен говоров так:.
    Мене запрошували і до ЦСКА, і у Динамо, але не схотів. Я Київ люблю. Мене і у Тбілісі запрошували, до Риги. Я невисокого зросту, 1.87, і я крайній нападник. Тренер збірної Олександр Гомельський, говорив мені – так, ти багато забиваєш, але у матчі з американцями ти не зможеш. Бо в них "великі" крайні нападники, а ти невисокий. Як ти з ними будеш боротися? Але потім приїздили до нас американці, і я закинув 31 очко у Палаці спорту. 
Через прив'язаність до Києва Стремоухова неохоче брали у збірну СРСР. З-за небажання стати москвичемв ні в Олімпійських іграх, ні в одному з чемпіонатів світу або Європи він не брав участь незважаючи на його результативну гру .
Оцінку Володимерові як спортсмену і людині дав Володимир Олексійович Шаблинський у своїй книзі «Баскетбол. Що я про нього знаю?»:
    "Мені подобався цей високий і скромний хлопець. Мовчазний, трохи соромливий, він не ліз в очі, не показував свого характеру. Але ніколи не ухилявся від виконання того або іншого завдання. Його відрізняла дисциплінованість, уміння переносити великі навантаження. Володя Стремоухов, здається, дружив з усіма. Згадую травень 1961 року, коли грали в Києві із збірною командою США. Володя зі своїм кидком однією рукою в стрибку з відхиленням корпусу назад виявився для їх захисників повною несподіванкою.
Тоді усі були в захопленні від гри американця Джері Лукаса, який був хазяїном під обома щитами. Приніс своїй команді 30 0чков. Та і Володимир творив дива. Він, як завжди, розганявся, несподівано зупиняв хід і всупереч законам інерції високо вистрибував — назад. Кидок у нього був м’який, але ідеально точний. У цій грі Володимира опікало декілька американців. У кінці гри його доручили найвищому баскетболістові США, але і це не допомогло. На рахунку Стремоухова 32 очки. Це поставило його в один ряд з кращими баскетболістами світу" .
До цього ще треба додати, що Стремоухова відрізняла велика жадоба перемоги і свій бійцівський характер він намагається прищепити молодим спортсменам, працюючи тренером у 
Спеціалізованій школі олімпійського резерву. В баскетбол грав до 70-ти років, певний час у Луганському "Спартаку", а потім у колективах фізкультури..